# Tử quốc Léon

Vùng đất lịch sử ở Brittany

Tử quốc hay Bá quốc Léon (tiếng Breton: Kontelezh Leon) là một nhà nước phong kiến ở cực tây Brittany trong thời Trung kỳ Trung Cổ. Mặc dù trên danh nghĩa là một chư hầu của Công tước xứ Brittany, Léon về mặt chức năng độc lập với bất kỳ sự kiểm soát nào từ bên ngoài cho đến khi các tử tước bị tấn công bởi Vua Henry II của Anh. Do đó, nó trở thành tâm điểm của các cuộc nổi dậy và chiến tranh khi Brittany bị lôi kéo vào Đế quốc Angevin.
Lịch sử về các số liệu ban đầu của Léon là không rõ ràng. Các tử tước ban đầu của Léon là các quan chức nhà nước được bổ nhiệm bởi các bá tước Cornouaille, nhưng vào giữa thế kỷ XI, họ đã chiếm đoạt quyền lực công trong tỉnh của họ. Khả năng độc lập của họ với cả bá tước và công tước có thể là do họ sống ở vùng cực xa của bán đảo Armorica. Không giống như các nước láng giềng Breton, họ không tham gia vào cuộc chinh phục nước Anh của người Norman vào năm 1066. Tuy nhiên, Bá tước Harvey II đã tham gia vào phe của Stephen xứ Blois trong cuộc nội chiến mười chín năm ở Anh được gọi là Tình trạng vô chính phủ (The Anarchy).
Các tử tước cũng chiến đấu với công tước xứ Brittany trong nỗ lực duy trì nền độc lập của họ. Henry II đã ra lệnh cho Công tước Conan IV xứ Brittany hành quân chống lại Léon. Con rể của Conan IV và người kế vị cuối cùng, con trai của Henry II, Geoffrey II, đã chiến đấu chống lại Tử tước Guihomar IV xứ Léon. Trong quá trình diễn ra các cuộc chiến tranh này, hầu hết các lâu đài của các tử tước xứ Léon đều bị san bằng và các vùng đất của Guihomar - nguồn thu tử tước - bị giảm đáng kể. Những xung đột về quyền lực ở Léon tiếp tục kéo dài đến triều đại của Công tước John II.
Năm 1235, các chư hầu phụ xứ Léon và Penthièvre đưa ra một loạt khiếu nại, chống lại Công tước Peter xứ Dreux, lên Vua Louis IX của Pháp. Họ tuyên bố rằng các tử tước xứ Léon trước đó chưa bao giờ phải chịu sự quản thúc hoặc cứu trợ từ công tước cũng như không phải xin phép xây dựng pháo đài. Họ luôn có quyền về xác tàu, tức là độc quyền về tàu đắm và hàng hóa của họ trên bờ biển. Họ có quyền lập di chúc, bố thí và sắp xếp việc trả nợ một cách tự do. Họ nói rằng công tước không có quyền thực hiện những lời thề chính xác về sự tôn kính từ tử tước và tử tước có quyền sử dụng placitum spade ("lời cầu xin của thanh kiếm"). Chỉ riêng quyền xác tàu đã mang lại doanh thu 100.000 solidi mỗi năm từ một bãi đá trên bờ biển hiểm trở của tử quốc, mà một tử tước trước đó, Guihomar IV, đã gọi là "viên đá quý nhất" của mình.

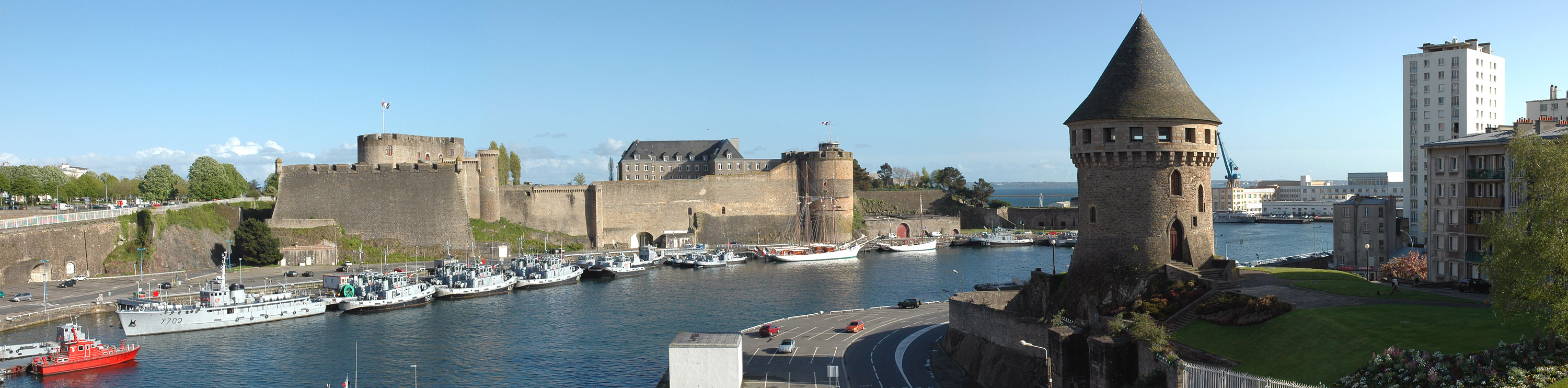
Toàn cảnh Brest từ Pont de Recouvrance của Château de Brest và Tour Tanguy. Lâu đài đã được Tử tước Leon nhượng lại cho Công tước xứ Brittany

Lãnh thổ của Léon được bảo tồn trong Giáo phận Công giáo La Mã Quimper. Bây giờ nó là một phần của Tỉnh Finistère. Một nơi trong tử quốc trước đây vẫn tiếp tục lưu giữ nhiều điển hình về kiến trúc thời Trung cổ, chẳng hạn như Nhà nguyện Kreisker và thị trấn Saint-Pol-de-Léon.